# Parazoanthidae
Parazoanthidae é uma família de cnidários antozoários da ordem Zoanthidea.

## Géneros
Seguem as espécies da família:
- Antipathozoanthus (Sinniger, Reimer & Pawlowski, 2010)
- Bergia (Duchassaing & Michelotti, 1860)
- Bullagummizoanthus (Sinniger, Ocaña & Baco, 2013)
- Churabana (Kise, Montenegro & Reimer, 2021)
- Corallizoanthus (Reimer in Reimer Nonaka Sinniger & Iwase, 2008)
- Haplotella (Stechow, 1919)
- Hurlizoanthus (Sinniger, Ocaña & Baco, 2013)
- Isozoanthus (Carlgren in Chun, 1903)
- Kauluzoanthus (Sinniger, Ocaña & Baco, 2013)
- Kulamanamana (Sinniger, Ocaña & Baco, 2013)
- Mesozoanthus (Sinniger & Haussermann, 2009)
- Parazoanthus (Haddon & Shackleton, 1891)
- Savalia (Nardo, 1844)
- Umimayanthus (Montenegro, Sinniger & Reimer, 2015)
- Vitrumanthus (Kise, Montenegro & Reimer, 2021)
- Zibrowius (Sinniger, Ocaña & Baco, 2013)